# Makrokylindrus stocki
Makrokylindrus stocki är en kräftdjursart som beskrevs av Daniel Reyss 1974. Makrokylindrus stocki ingår i släktet Makrokylindrus och familjen Diastylidae. Inga underarter finns listade i Catalogue of Life.